# 아버님 전상서
《아버님 전상서》는 MBC에서 2000년 10월 5일에 방영된 특집 신파극으로, 중 · 장년층에 맞도록 흘러간 옛노래나 트로트풍의 음악에 우리 정통 악극과 뮤지컬적인 요소를 가미시킨 작품이다.

## 줄거리
돌이킬 수 없는 죄를 저지르고 절규하는 아버지와 아버지의 원한을 갚기 위해 검사가 되지만 자신의 손으로 아버지를 심판하게 되는 딸 금자, 그리고 그 가족들의 파란만장한 삶과 애환을 그린 작품이다.

## 등장 인물
- 이덕화 : 만재 역
- 오정해 : 금자 역 - 만재의 딸, 검사
- 노현희 : 옥녀 역 - 만재의 첫사랑. 불행한 삶을 살다 감.
- 심수봉 : 순덕 역 - 만재의 말못하는 아내
- 김영옥 : 갓난 역 - 만재의 어머니
- 최종원 : 변사 역